# Eric Swinkels
Henricus Adrianus Joseph „Eric“ Swinkels (* 30. März 1949 in Best) ist ein ehemaliger niederländischer Sportschütze in der Disziplin Skeet.

## Erfolge
Eric Swinkels nahm an sechs Olympischen Spielen teil: 1972 belegte er in München den 35. Platz. Bei den Olympischen Spielen 1976 in Montreal war er mit 198 Treffern zunächst punktgleich mit Josef Panáček, im anschließenden Stechen unterlag er mit 49 Treffern schließlich Panáček, dem 50 Treffer gelangen, sodass Swinkels die Silbermedaille gewann. Die Olympischen Spiele 1984 in Los Angeles, 1988 in Seoul und 1992 in Barcelona beendete er als Zehnter, Neunter und Achter jeweils unter den besten Zehn. 1988 war er zudem Fahnenträger der niederländischen Delegation bei der Eröffnungsfeier. Seine letzte Olympiateilnahme 1996 in Atlanta schloss Swinkels auf dem 32. Rang ab. 1975 wurde er in München Vizeweltmeister.